# Konji v pokrajini (Marc)
Konji v pokrajini je akvarel s svinčnikom na papirju, ki ga je leta 1911 ustvaril ekspresionistični slikar Franz Marc. Verjetno gre za študijo za sliko Veliki modri konji, ki je veljala za izgubljeno. Slika je postala znana po vsem svetu v tisku in televiziji ob umetniški najdbi v Schwabingu novembra 2013. Bilo je eno od prvih enajstih del, ki jih je na tiskovni konferenci prikazalo državno tožilstvo v Augsburgu. Delo malega formata meri 12,1 × 19,6 cm.

## Opis
Trije konji v študiji, naslikani v bočnem položaju ali od zadaj, imajo rjavo-modre odtenke. Stojijo z glavami, nagnjenimi v levo, pred gorsko pokrajino, prekrito z nebom z belimi oblaki. Obrisi konj odsevajo gore. Osupljiva sta dve majhni debli brez vej v beli barvi v ospredju in ozadju, ki izgledata kot diagonala. Sprednjega debla se dotika konj v ospredju. Akvarel je narejen na rjavem papirju, njegovi robovi so na površini nepravilni. Signiran je na levem robu slike brez navedbe letnice.

## Variacija
Marcovo znamenito delo iz istega leta, Veliki modri konji (nemško Die grossen blauen Pferden, krasijo stene Walkerjevega umetniškega centra v Minneapolisu, MN, od konca leta 1941, ko je gospa Gilbert Walker kupila sliko od Karla Nierendorfa, Galerija v New Yorku. Nastalo po študiju v olju na platnu, meri 106 × 181 cm in prikazuje enak motiv, le barve so bistveno spremenjene. Telesa konj so močno modra, pokrajina in nebo imata rdeče in vijolične odtenke, ki ne ustrezajo realnosti. Leta 1911 sta nastali tudi sliki Modri konj I in Modri konj II. Na vseh slikah konj iz tega časa Marc spremeni modro iz »barve videza« v »bistveno barvo«. V njegovi barvni teoriji je modra barva predstavljala moški princip. V živalski podobi je našel simbol za »poduhovljenje sveta«. Tako kot modra roža romantike modri konji izražajo iskanje odrešitve iz zemeljske teže in materialnega suženjstva. Leta 1913 je nastala slika Stolp modrih konj, spet z modrimi konji kot motivom, za katere od leta 1945 ni znano, kje so.

## Izvor
Umetnostna zgodovinarka Meike Hoffmann je 5. novembra 2013 na televizijski tiskovni konferenci o umetniški najdbi v Schwabingu prikazala izgubljeno študijo Velikih modrih konj iz leta 1911 z naslovom Pokrajina s konji poleg Dveh jezdecev na plaži Maxa Liebermanna in devetih drugih primerov. Tako kot drugi prikazani primerki prihaja iz zbirke trgovca z umetninami Hildebranda Gurlitta, ki je v lasti njegovega sina Corneliusa Gurlitta kot dediščina. Državno tožilstvo v Augsburgu, ki ga vodi Reinhard Nemetz, je njegovo zbirko zaplenilo februarja 2012. Primer je bil objavljen v poročilu revije Focus 3. novembra 2013.
Prejšnji lastnik dela do leta 1937 je bil Muzej umetnosti in trgovine Moritzburg v Halleju (Saale), leta 1914 ga je pridobil njegov direktor Max Sauerlandt. Nekdanji uslužbenec muzeja je prepoznal delo na barvnem papirju, ki je bilo prej dokumentirano le črno-belo. Ekspresionistično delo je v nacionalsocialistični Nemčiji veljalo za »degenerirano«, z zaplembo so ga odstranili iz muzeja in je končalo v lasti Hildebranda Gurlitta. Muzej v Moritzburgu si ga bo prizadeval vrniti.